# Epsilon Octantis
Désignations
Epsilon Octantis (en abrégé ε Oct) est une étoile géante de la constellation australe de l'Octant. C'est une étoile variable de cinquième magnitude et elle est donc visible à l'œil nu dans un ciel sombre. L'étoile présente une parallaxe annuelle de 11,22 mas mesurée par le satellite Hipparcos, ce qui indique qu'elle est distante d'environ ∼ 291 a.l. (∼ 89,2 pc) de la Terre. Elle s'éloigne du Système solaire à une vitesse radiale de +12 km/s.
Epsilon Octantis est une géante rouge de type spectral M5III, qui est située sur la branche asymptotique des géantes (AGB) du diagramme de Hertzsprung-Russell. C'est une variable semi-régulière de sous-type SRb dont la magnitude apparente varie entre 4,58 et 5,30 selon une période mal définie d'environ 55 jours. L'étoile est estimée être 1,34 fois plus massive que le Soleil et son rayon est autour de 112 fois plus grand que le rayon solaire. Elle est plus de 1 800 fois plus lumineuse que le Soleil et sa température de surface est de 3 560 K.
La variabilité d'Epsilon Octantis a été mise en évidence lors d'un relevé du ciel austral réalisé par l'observatoire de Bamberg et publié en 1966. En 1972, on lui a attribué la désignation d'étoile variable de BO Octantis, même si cette désignation est désormais considérée comme obsolète étant donné qu'on n'attribue normalement pas de désignation d'étoile variable pour les étoiles qui possèdent des désignations de Bayer.